# Landgericht Gerabronn
Das Landgericht Gerabronn war ein von 1808 bis 1810 bestehendes bayerisches Landgericht älterer Ordnung mit Sitz in Gerabronn (im heutigen Landkreis Schwäbisch Hall). Es gehörte zum Rezatkreis.
Das Landgericht Gerabronn wurde aus dem Kastenamt Werdeck-Gerabronn des ansbach-bayreuthischen Oberamts Crailsheim gebildet. Mit dem Grenzvertrag zwischen Bayern und Württemberg vom 18. Mai 1810 fiel das Landgericht an das Königreich Württemberg. Seit 1813 war es Bestandteil des neu geschaffenen Oberamtes Gerabronn.